# Menhir von Bonvillars
Koordinaten: 46° 50′ 11,02″ N, 6° 40′ 4,8″ O; CH1903: 541210 / 187540
Der etwa 3,0 m hohe Menhir von Bonvillars ist der höchste Monolith der Schweiz. Der Menhir steht in einem Weinberg bei Bonvillars, einem 400-Seelen-Dorf über dem Neuenburgersee. Es liegt etwa sechs Kilometer von Yverdon entfernt. Der Menhir ist einer von mehreren am Nordufer des Sees (Grandson, Pierres Longues de Corcelles). Die Gegend war bereits in der Jungsteinzeit ein bedeutender Siedlungsplatz.

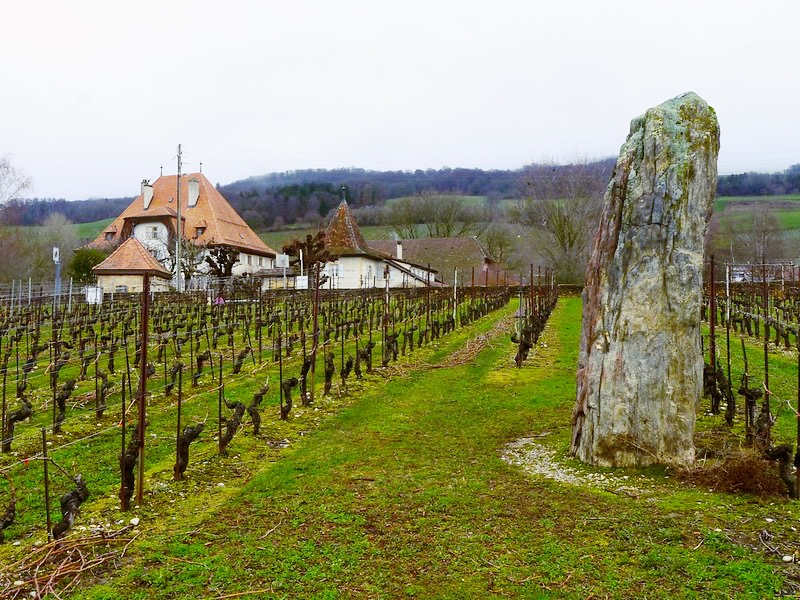
Der Menhir in der Rebfläche am Dorfeingang von Bonvillars.

Der Menhir aus Gneis steht nördlich der Strasse von Bonvillars nach Champagne kurz nach dem Ortsausgang. Kein Schild verweist auf ihn, kein öffentlicher Weg führt zu ihm. Er hat auch keinen Eigennamen wie viele Menhire. Zwei andere Schweizer Menhire, der Freistein bei Attiswil und der anthropomorphe Menhir von Bassecourt, sind bekannter, obwohl sie kleiner sind. Der letztere wurde populär, weil sein Einbau in der Wallfahrtskapelle Saint-Hubert von den Christianisierungen der alten Megalithen zeugt.